# Helen Okwara
Helen Okwara est une athlète nigériane.

## Carrière
Helen Okwara est médaillée d'or du lancer du javelot aux Jeux africains de 1965 à Brazzaville avec un lancer à 40,30 m. 